# Concorde Agreement
Concorde Agreement – umowa pomiędzy Fédération Internationale de l’Automobile (FIA), a zespołami Formuły 1 (obecnie reprezentowanymi przez FOTA) i Formula One Administration, która dyktuje zasady na podstawie których zespoły rywalizują w wyścigach, zasady podziału części wpływów z praw do transmisji oraz nagrody pieniężne. Efektem porozumienia jest zachęcanie do zwiększenia profesjonalizmu i sukcesu komercyjnego Formuły 1.
Najważniejszym elementem tej umowy jest nałożenie na zespoły obowiązku udziału w każdym wyścigu, co sprawia, że ten sport staje się bardziej wiarygodny dla nadawców, którzy mogą inwestować więcej, płacąc większe kwoty z tytułu praw do transmisji telewizyjnych. W zamian zespoły otrzymuję gwarantowany udział w dochodach.

## I Concorde Agreement (1981)
W 1979 Commission Sportive Internationale, organizacja podległa FIA, która była odpowiedzialna za przepisy w Formule 1 została zlikwidowana i zastąpiona przez FISA. Pomiędzy FISA a Formula One Constructors Association (FOCA), która reprezentowała interesy zespołów, dochodziło do wielu konfliktów. Szefem FOCA w tym czasie był Bernie Ecclestone, a jego radcą prawnym Max Mosley, natomiast prezydentem FISA Jean-Marie Balestre.
Goodyear zagroziło całkowitą rezygnacją z Formuły 1. Wszystkie te wydarzenia były katastrofalne ze względów ekonomicznych dla Formuły 1, więc Ecclestone zorganizował spotkanie z Balestre i innymi przedstawicielami FISA w siedzibie FIA w Place de la Concorde w Paryżu. 19 stycznia 1981 roku, po trzynastu godzinach negocjacji, wszystkie organizacje obecne na spotkaniu podpisały pierwsze porozumienie Concorde, nazwane tak po placu w Paryżu, gdzie toczyły się negocjacje.
Warunki umowy w dużej mierze pozostają poufne, jednak znane są niektóre postanowienia, m.in.: każdy zespół zobowiązany jest do startu w każdym wyścigu i ma do tego zagwarantowane prawo. Umowa gwarantowała FOCA prawa do transmisji telewizyjnych, które przejęła w ramach "leasingu" Formula One Group zarządzana przez Berniego Ecclestone’a. Ważnym elementem była stabilność zasad, opisanych jako ochrona zespołów przed "kaprysami organu zarządzającego".
Umowa wygasła 31 grudnia 1987.

## II Concorde Agreement (1987)
II Concorde Agreement objęte były sezony 1987–1991.

## III Concorde Agreement (1992)
III Concorde Agreement objęte były sezony 1992–1996.

## IV Concorde Agreement (1997)
W 1995 r. FIA zdecydowała się na przeniesienie praw komercyjnych Formuły 1 z FOCA do FOA na okres 14 lat. Zespoły McLaren, Williams i Tyrrell, złożyły protest, odrzucając proponowane Concorde Agreement (negocjacje, które rozpoczęto już w 1993 r.). Ken Tyrrell był w szczególności zdenerwowany faktem, że Ecclestone, jako przewodniczący FOCA negocjował przeniesienie praw komercyjnych od FOCA do własnej firmy. Tyrrell zakwestionował fakt, że umowy są tajne, twierdząc, że na tym fakcie korzystał tylko Ecclestone (osłabiając siłę przetargową innych stron).
Początkowo trzy zespoły z pomocą pozostałych zespołów, zablokowały podpisanie proponowanego porozumienia Concorde, jednak 5 września 1996 nowy Concorde Agreement został podpisany przez wszystkie zespoły oprócz McLarena, Williamsa i Tyrrella.
Umowa obowiązywała w okresie od 1 stycznia 1997 do 2002 roku.

## V Concorde Agreement (1998)
Po tym jak McLaren, Williams i Tyrrell nie zgodziły się ze stanowiskiem Ecclestone'a i nie podpisały IV Concorde Agreement straciły prawo do wpływu z dochodów i wpływ na sport, jednak 27 sierpnia 1998 osiągnięto kompromis i wszystkie zespoły podpisały V Concorde Agreement.
Umowa wygasła 31 grudnia 2007.

## VI Concorde Agreement (2009)
7 grudnia 2004 podczas posiedzenia z udziałem szefów wszystkich zespołów oprócz Ferrari, Ecclestone zaoferował zespołom 260 mln funtów w ciągu trzech lat w zamian za jednomyślną zgodę na odnowienia Concorde Agreement, które zapewniłoby kontynuację Formuły 1 w obecnej formie, przynajmniej do czasu wygaśnięcia tej umowy.
19 stycznia 2004 Ferrari ogłosiło, że podpisało przedłużenie porozumienia. Umowa ta wygasa 31 grudnia 2012. W 2005 r., zespoły Red Bull i Jordan / Midland również podpisały porozumienie, a 7 grudnia 2005, Williams stał się czwartym zespołem, który podpisał przedłużenie umowy.
27 marca 2006, pięć zespołów zrzeszonych w GPMA przedstawiło swoje postulaty na sezon 2008. W 14 maja 2006 pięć zespołów zrzeszonych w GPMA podpisało umowę z właścicielami praw komercyjnych (CVC / Ecclestone), które stanowiły podstawę do następnego Concorde Agreement. Ustalenia Concorde Agreement nie obowiązywały w sezonie 2008.
29 lipca 2008 dziesięć zespołów rywalizujących w Formule 1 stworzyło Związek Zespołów Formuły 1 (Formula One Teams Association, FOTA), aby negocjować warunki nowej umowy. Po sporze między FOTA i FIA w pierwszej połowie 2009 roku, nowe Concorde Agreement zostało podpisane przez Maxa Mosleya i wszystkie zespoły oprócz BMW Sauber, który ogłosił zamiar wycofania się z rywalizacji po tym sezonie. Nowa umowa przewiduje kontynuację warunków umowy z 1998 r., i obowiązuje do dnia 31 grudnia 2012 roku. Na tym samym spotkaniu z FIA, Światowej Rady Sportów Motorowych, został także uzgodniony program ograniczenia kosztów i zostały uzgodnione ze sportowych i przepisów technicznych na sezon 2010.